# الشارد (مسلسل)
الشارد هو مسلسل دراما مصري من إخراج عمر عبد العزيز وبطولة عمر نجيب، حسين فهمي، سوسن بدر، جومانا مراد، دنيا عبد العزيز، أحمد راتب، أحلام الجريتلي وصبري عبد المنعم، تم الإستعانة بأحمد عكاشة كمستشار نفسي للمسلسل.

## نبذة
تدور أحداث المسلسل حول قصة أحد مستشاري الأمين العام للأمم المتحدة الذي يكلف بمهمة سلام في إحدى دول جنوب إفريقيا، ويتعرض للرصد من إحدى أجهزة المخابرات التي تقوم باختطافه أثناء المهمة، ويتعرض لضغوط نفسية وعصبية قاسية يتضح بعدها إصابته بمرض الزهايمر.

## طاقم العمل
- عمر نجيب بدور طارق
- حسين فهمي بدور دكتور علي الرفاعي
- سوسن بدر بدور ناهد
- جومانا مراد بدور زينة
- دنيا عبد العزيز بدور دنيا
- أحمد راتب بدور حسن